# Чемпіонат Іспанії з футболу серед жінок
Чемпіонат Іспанії з футболу серед жінок (ісп. Primera División de la Liga de Fútbol Femenino) — професіональна футбольна ліга для іспанських жіночих футбольних клубів. Є вищим дивізіоном у жіночій системі футбольних ліг Іспанії. У ній виступають 16 клубів. Чемпіонат проходить з вересня до травня, кожна команда проводить 30 матчів. З 2016 року турнір має спонсора, і турнір офіційно називається Прімера Iberdrola (ісп. Primera Iberdrola. Турнір був заснований у 1988 році.
Найтитулованішим клубом є «Барселона».

## Формат проведення
Нині у Прімері виступає 16 клубів. По ходу сезону, який триває з вересня до травня, кожен клуб двічі зустрічається з усіма іншими клубами: один раз — на своєму полі і один раз — на полі суперника. Таким чином, сезон Прімери для кожного клубу складається із 30 матчів. За перемогу у матчі команда отримує три очки, за нічию — одне очко. У разі поразки команда не отримує балів. Після завершення кожного сезону клуб, який набрав найбільше очок, отримує чемпіонський титул. У разі рівності очок титул присуджується за кількістю очок, які набрали команди в очних протистояннях, далі — за різницею м'ячів, у разі рівності різниці м'ячів — за забитими голами. Якщо і після цього визначити переможця не вдається, команди займають один і той самий рядок турнірної таблиці. Дві команди, які набрали найменшу кількість очок за підсумками сезону, вибувають у Сегунду, а звідти відповідно до Прімери через численні матчі плей-оф виходять дві команди.
Починаючи з сезону 2020/21 років, згідно з коефіцієнтом УЄФА для жінок, три найкращі команди кваліфікуються для участі у жіночій Лізі чемпіонів УЄФА.

## Чемпіони Іспанії
| Чемпіон | 2 місце | Клуб                | Чемпіонські сезони                                                                       |
| ------- | ------- | ------------------- | ---------------------------------------------------------------------------------------- |
| 10      | 5       | Барселона           | 2011/12, 2012/13, 2013/14, 2014/15, 2019/20, 2020/21, 2021/22, 2022/23, 2023/24, 2024/25 |
| 5       | 3       | Атлетік Більбао     | 2002/03, 2003/04, 2004/05, 2006/07, 2015/16                                              |
| 4       | 4       | Леванте             | 1996/97, 2000/01, 2001/02, 2007/08                                                       |
| 4       | 3       | Атлетіко Мадрид     | 1989/90, 2016/17, 2017/18, 2018/19                                                       |
| 3       | 3       | Аньогра             | 1991/92, 1994/95, 1995/96                                                                |
| 3       | 2       | Орок'єте Вільяверде | 1992/93, 1993/94, 1998/99                                                                |
| 3       | 1       | Райо Вельєкано      | 2008/09, 2009/10, 2010/11                                                                |
| 1       | 3       | Еспаньйол           | 2005/06                                                                                  |
| 1       | 2       | Естремадура         | 1999/00                                                                                  |
| 1       | 1       | Пена Барселоніста   | 1988/89                                                                                  |
| 1       | 0       | Оярсун              | 1990/91                                                                                  |
| 1       | 0       | Малага              | 1997/98                                                                                  |